# Hicham el-Bastawissi
Hicham el-Bastawissi, (en arabe: هشام بسطويسي) né le 23 mai 1951 au Caire et mort le 17 avril 2021, est un magistrat et homme politique égyptien. Vice-président de la Cour de cassation, il conduit le mouvement des juges constatant une fraude massive lors de l'élection présidentielle égyptienne de 2005. Il est candidat à l'élection présidentielle égyptienne de 2012.
Il obtient une licence de droit en 1976 au Caire. Il entre en 1988 à la Cour de cassation, dont il est nommé vice-président en 2000.
En 2005, il conduit la fronde des juges qui constatent de nombreuses irrégularités lors de l'élection présidentielle égyptienne de 2005, conduisant à l’annulation judiciaire des résultats de nombreux bureaux de vote. Cela n’empêche pas le régime de proclamer la réélection d’Hosni Moubarak. Il obtient une certaine célébrité et une réputation de probité, mais est réprimandé officiellement, et préfère partir au Koweït que continuer de servir le régime de Moubarak.
Figure de l’opposition, il affirme que la situation politique est explosive en Égypte dès 2008.
Descendant dans la rue lors des manifestations de 2011, il se porte candidat à l’élection présidentielle de 2012.

## Sources
- Lamiaa Al-Sadaty, « Magistrat ... et pourquoi pas président ? », Al-Ahram Hebdo en ligne, no 871 du 18 au 24 mai 2011